# Tanypus trisema
Tanypus trisema är en tvåvingeart som först beskrevs av Jean-Jacques Kieffer 1915.  Tanypus trisema ingår i släktet Tanypus och familjen fjädermyggor. Inga underarter finns listade i Catalogue of Life.